# Torre de Selló
La Torre de Selló és al terme municipal del Forcall, quasi a mig camí entre el Forcall i La Menadella, també és coneguda com a “Mas Campana” o “Torre Roselló”, a la comarca dels Ports de Morella.
Es tracta d'una torre defensiva aixecada al complex d'una masia amb la finalitat de protegir tant les collites com els agricultors que s'ocupaven d'elles, en una zona més apartada del nucli poblacional del que és raonable, per poder estar protegida per ell. Està catalogada com Bé d'Interès Cultural tal com queda reflectit a la Direcció General de Patrimoni Artístic, de la Generalitat Valenciana. Malgrat o potser per la seva declaració com a BIC genèrica, no presenta inscripció ministerial, tenint com a identificador el codi: 12.01.061-012.

## Història
El nucli poblacional del Forcall es pot remuntar al Neolític, encara que l'actual població del Forcall tingui el seu origen en unes alqueries àrabs, que van haver de ser conquerides l'any 1235 aproximadament, per les tropes de Gil Garcés d'Azagra i Benito de Torres, oficials de Blasco d'Alagó. El 2 de maig de 1264 el Forcall adquirí la categoria de vila, sota la jurisdicció Morella, procedint a la seva fortificació l'any 1361.
Al llarg dels anys, el Forcall es va enfrontar nombroses vegades a Morella, fins que finalment aconseguí la seva independència a 1691. Va tenir una gran importància durant les guerres carlines, convertint-se en una zona per presoners, el Forcall va servir de presó a 3.000 presoners isabelins capturats pel general Cabrera.
D'altra banda, la dispersió i el repartiment de les terres que han estat típiques de la zona valenciana, ha donat lloc a la construcció en els pobles de les masies. El Forcall no és una excepció i al llarg del seu terme municipal es poden contemplar un gran nombre d'aquests masos on la gent habitava aquestes edificacions, conreava i treballava les terres que les envoltaven, cuidaven el bestiar i pasturaven els ramats ... Però amb l'arribada de la industrialització i la millora dels mitjans de comunicació es produeix un continu abandonament d'aquestes masies i fins i tot de pobles sencers, desplaçant la població a les ciutats a la recerca de millors oportunitats. D'altra banda les millores en els sistemes productius així com en els tractors i mitjans de comunicació i treball en general van fer que l'agricultor pogués anar a viure a nuclis poblacionals que li permetessin tenir millors condicions de vida, com ara aigua corrent o llum elèctrica. Els masos es transformen en simples explotacions ramaderes o bé són abandonats, conreant les terres properes.
Al Forcall queden molt pocs masos habitats, encara que tenen un paper fonamental en la vigilància de les terres. A més, aquesta forma de vida, al Forcall, ha deixat construccions d'importància artística considerable i que actualment estan catalogades com Bé d'Interès Cultural. La Torre Selló és una d'elles i fou propietat de la família Roselló des del segle xv.

## Arquitectura
Es tracta d'un complex format per múltiples edificis destinats a diverses tasques relacionades amb la masia, entre ells destaca per exemple l'habitatge amb forn per pa. A més en el segle xvii, l'any 1697, es va construir una ermita que està rematada amb espadanya. L'edifici principal presenta teulada a dues aigües, amb planta baixa i dues altures. La fàbrica és almenys a la façana, de carreus i està gairebé enganxat a la torre. La porta d'accés al mas, amb arc de mig punt de pedra, destaca, igual que ho fan els pinacles i l'escut de la família Roselló de l'ermita, de la qual queden restes de l'altar i d'una volta de canó, ja que la rèplica del quadre de l'assumpció de la Verge actualment està a la capella de Sant Vito del temple parroquial del Forcall. Es coneixen documents que testifiquen l'existència de la Torre ja a 1532, sent molts els propietaris i arrendataris que ha anat tenint al llarg de la seva història. Curiosament es tracta d'un dels pocs masos que segueix habitat en l'actualitat.